# Gio Ponti

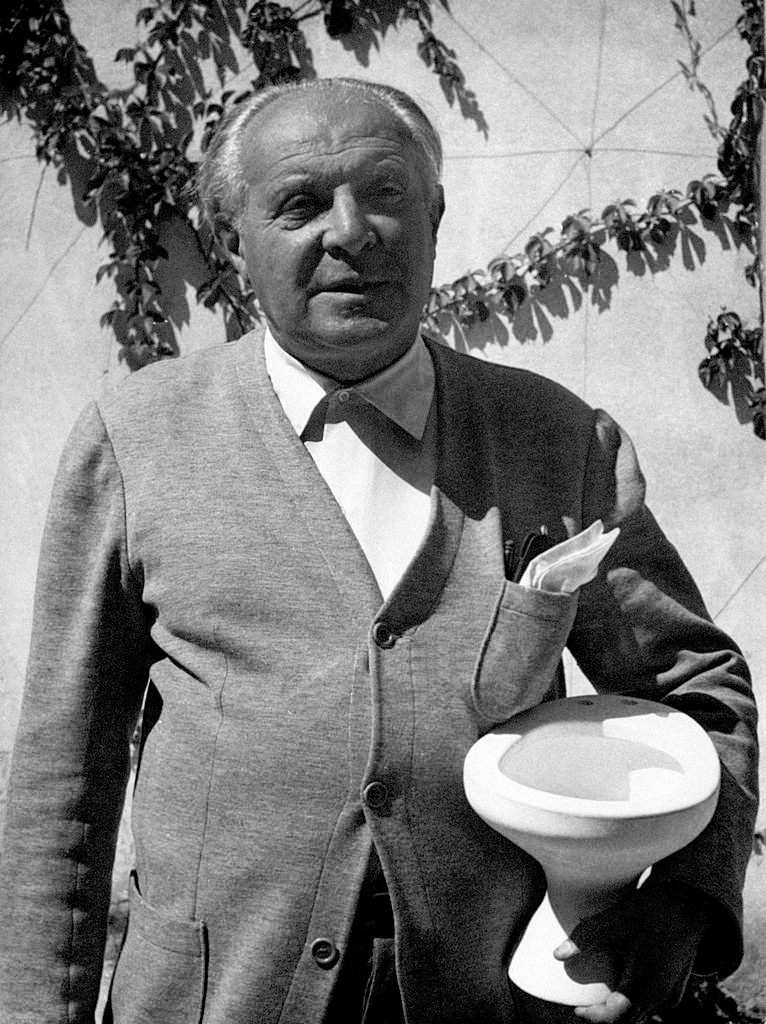
Gio Ponti, 1950er Jahre

Giovanni Ponti, genannt Gio, (* 18. November 1891 in Mailand; † 16. September 1979 ebenda) war ein italienischer Architekt, Designer und Professor für Architektur.

## Leben
Gio Ponti wurde als Sohn von Giovanna Rigone und Enrico Ponti in Mailand geboren. Nach dem Besuch des humanistischen Gymnasiums studierte er ab 1913 in Mailand Architektur am Polytechnikum. Unterbrochen vom Ersten Weltkrieg, an dem Ponti als Soldat teilnahm, konnte er sein Studium erst 1921 mit dem Diplom abschließen. Im selben Jahr heiratete er Giulia Vimercati. Aus dieser Ehe gingen vier Kinder hervor: Lisa, Giovanna, Giulio und Letizia.
Pontis erste architektonische Orientierung nach seinem Studium war der Kreis der Mailänder Neoklassizisten (Novecento Milanese). Von 1923 bis 1930 war er künstlerischer Leiter der Porzellanmanufaktur Richard-Ginori  und gehörte seit diesem Jahr zu den Mitbegründern der Triennale in Monza.
1927 eröffnete er sein erstes Architekturbüro in Mailand, das er bis 1933 zusammen mit dem Architekten Emilio Lancia führte. Mit ihm zusammen hatte er 1926 sein erstes Projekt, das Wohnhaus „Casa Ponti“ in der Via Randaccio 9 in Mailand, realisiert.
1928 gründete Ponti zusammen mit Gianni Mazzocchi die Kunst-, Architektur- und Designzeitschrift Domus, die er – mit Unterbrechung zwischen 1941 und 1947 – bis zu seinem Tod leitete. Domus wurde bereits in den ersten Jahren zum wichtigen Forum des Razionalismo – und antizipierte Pontis allmählichen Kurswechsel vom Novecento Milanese zum Razionalismo.
1933 übernahm er die Leitung und Organisation der V. Triennale in Mailand. Am Polytechnikum in Mailand erhielt er 1936 eine Professur für Innenraumgestaltung und lehrte dort bis 1961.
Ponti zählt zu den wenigen Architekten Italiens, die sowohl im Design von kleinen Alltagsgegenständen als auch im Entwurf von großen Hochbauprojekten zu internationalem Ruhm gelangten.
Zwischen 1933 und 1945 entwarf er eine Vielzahl von Gebäuden wie zum Beispiel die mathematische Fakultät der Universität Rom aus dem Jahre 1934. Im Auftrag des italienischen Kulturinstitutes gestaltete er 1936 die Innenausstattung des Palais Lützow-Fürstenberg in Wien im neosezessionistischen Stil neu. Im selben Jahr erhielt Ponti einen Ruf als ordentlicher Professor an die Architekturfakultät des Polytechnikums in Mailand, wo er bis 1961 unterrichtete.
Ponti stand zunächst im Kreis der Mailänder Neoklassizisten, die sich in den 1920er Jahren zum Novecento Milanese zusammenschlossen. Seine erste Schaffensphase ist geprägt durch die Einflüsse Otto Wagners, die er mit dem aufkommenden Razionalismo zu verbinden sucht. Mit den Entwürfen für die drei Wohnhäuser Domus Julia, Fausta und Carola (1932–1936) in Mailand zeichnete sich bereits Pontis Hinwendung zu einer moderaten Form des Razionalismo ab.
Demgegenüber steht das fast gleichzeitig realisierte Bürogebäude Primo Palazzo Montecatini, das Ponti 1936 mit weitaus stärkeren Bezügen zum Novecento in Mailand realisiert. Mit diesem Bürogebäude wollte Ponti einen Palazzo del Lavoro (Palast der Arbeit) aus einheitlichen, in der Fassadenebene verlaufenden, Fensteröffnungen und vorgehängten Steinplatten schaffen. Entstanden ist ein dreiteiliger Baukörper mit bis zu 15 Geschossen, der seine monumentale Wirkung durch die großzügig öffnende Geste der beiden zehngeschossigen Seitenflügel erfährt. Seriell angeordnete Büroräume zu beiden Seiten eines inneren Erschließungsflures und symmetrisch positionierte Treppen und Fahrstühle für die vertikale Erschließung unterstützen hier den Eindruck einer Mechanisierung der Arbeitswelt. Mit Akribie hatte Ponti hier die Größe der Fassadenplatten und ebenso das Modul der Verglasung berechnet.
Diese Strenge und einheitliche Materialität löst Ponti beim Bau des zweiten Bürogebäudes für Montecatini, dem Secondo Palazzo Montecatini, aus 1952 deutlich auf. An diesem Neubau in unmittelbarer Nachbarschaft werden die unterschiedlichen Einflüsse aus Novecento und Razionalismo deutlich spürbar. Die konkav geschwungene Hauptfassade erfährt eine vollkommen andere Fassadengestaltung, die mit Vor- und Rücksprüngen arbeitet: Ein feingliedriges Raster aus schmalen Aluminiumprofilen wird den zurückspringenden Verglasungen vorangestellt. Die Fassade wird dreidimensional, erhält eine räumliche Tiefe. Genau dieses Gestaltungsprinzip wurde häufig auch von den Protagonisten des Razionalismo angewandt. Aus der uniformen geschliffenen Fassade des Primo Palazzo entwickelt Ponti beim Secondo Palazzo ein Spiel aus Vor- und Rücksprüngen und unterschiedlichen Materialien, indem er großflächige Steinplatten mit kleinteiligen Mosaiksteinen kontrastiert.
In der Nachkriegszeit gab Gio Ponti dem italienischen Design einen neuen Auftrieb. In den 1940er Jahren und zu Beginn des folgenden Jahrzehnts wandte sich Ponti Kreationen zu, die die Fähigkeiten außergewöhnlicher Handwerker demonstrierten. Mit dem Künstler Paolo De Poli entstanden Möbel und emaillierte Paneele. 1948 gelang ihm mit der Kaffeemaschine La Cornuta, produziert vom Kaffeemaschinenhersteller La Pavoni, ein Klassiker des italienischen Designs. Für einen Transatlantik-Ozeandampfer entstanden nach seinem Entwurf die Occasional Chairs. 1957 entwarf er sein bekanntestes Möbel, den betont filigranen Superleggera-Stuhl.
1958 realisierte er – zusammen mit Pier Luigi Nervi, Arturo Danusso u. a. – sein wichtigstes Architekturprojekt, das Pirelli-Hochhaus in Mailand. Dieses Gebäude zählt weltweit zu den ersten Hochhäusern, die sich von der Grundform eines Parallelepipedons, eines reinen hochstehenden Quaders, ablösen. Mit dieser von klaren Konturen gezeichneten, fest umrissenen, endlichen Form versucht Ponti von der bis dahin bekannten, beliebig fortsetzbaren Rasterkubatur loszukommen. Beim 127 Meter hohen Pirelli-Hochhaus laufen die beiden Schmalseiten, ähnlich einem Schiffsbug, spitz zusammen. Die beiden massiven Endstücke enthalten die Nebentreppen, Aufzüge und die vertikalen Versorgungsleitungen. Die innovative Tragstruktur des Hochhauses, die in mehreren Modellversuchen geprüft wurde, erlaubt eine weitestgehend stützenfreie Bürozone und ermöglicht dadurch eine hohe Flexibilität bezüglich der inneren Organisation.
Von 1966 bis 1971 erbaute Ponti das Denver Art Museum, dessen auffallend schmal und unregelmäßig geöffnete Fassaden aus mehr als einer Million Glasfliesen bestehen. Pontis einziges Projekt in den USA gilt als eines der ersten konsequent vertikal erschlossenen Museen weltweit. 2003 bis 2006 wurde das Denver Art Museum durch das Hamilton Building von Daniel Libeskind erweitert. Finanziert durch eine Schenkung von Anna und John J. Sie in Höhe von 12 Millionen US-Dollar ist der Bau eines zusätzlichen Welcome Centers, das direkt an Pontis Museumsgebäude anschließt, geplant. 2021, zum 50-jährigen Bestehen des Denver Art Museums, soll dieser neue Gebäudeteil fertiggestellt sein.
Ponti starb am 16. September 1979 in dem 1957 von ihm erbauten Wohnhaus (Casa Ponti) in der Via Dezza 49 in Mailand, in dem er seither gelebt hatte. In diesem Gebäude befinden sich auch sein Nachlass und sein Archiv, das von seinem Enkel, dem Designer Salvatore Licitra, verwaltet wird. Zusammen mit seiner Tochter Caterina Licitra Ponti setzt er sich für den Erhalt der realisierten Gebäude Gio Pontis ein, zuletzt für die bislang durch Abriss bedrohte Villa Namazee in Teheran, im Iran.

Pirelli-Hochhaus in Mailand (mit Pier Luigi Nervi), 1956–1958
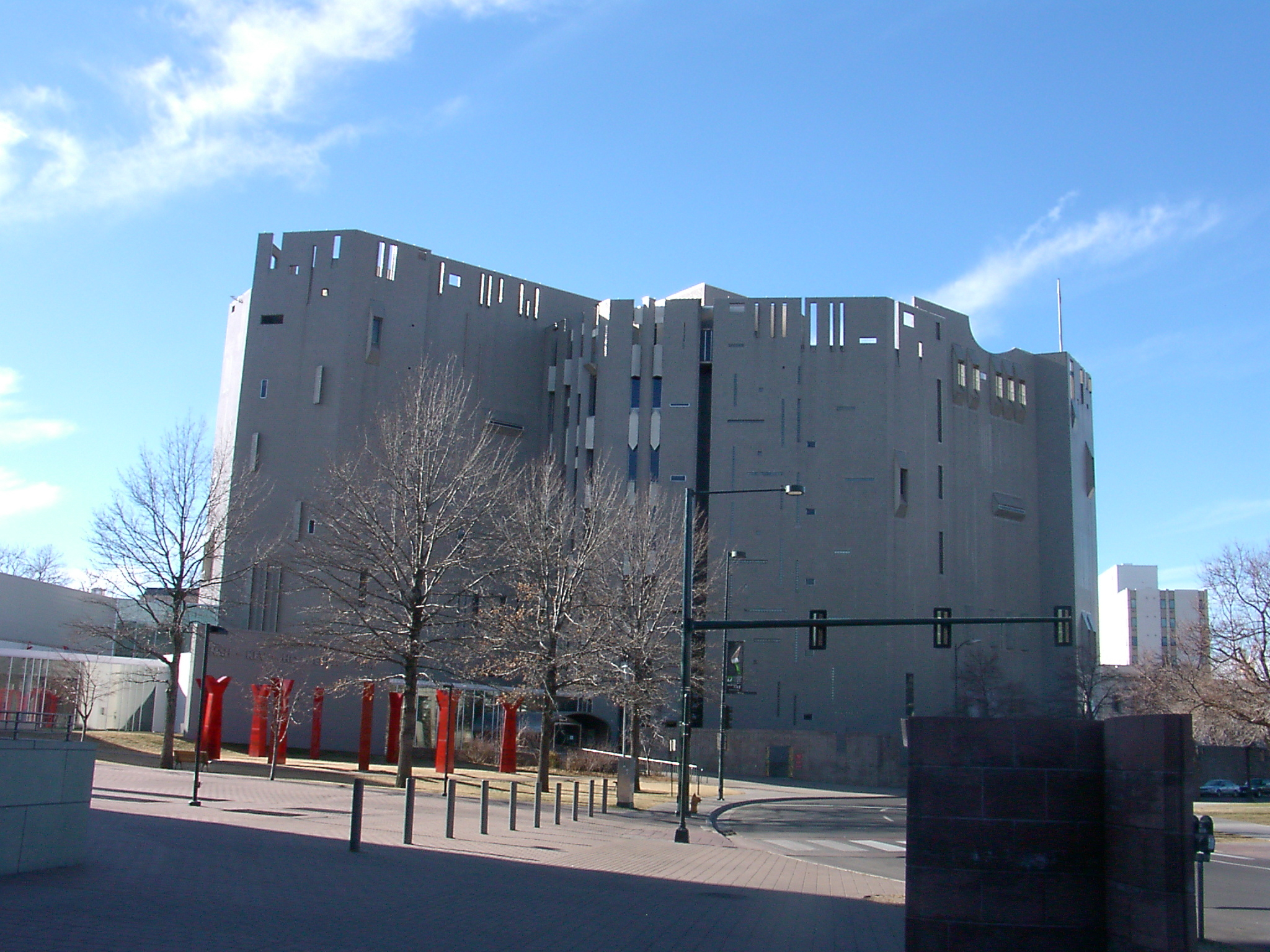
Denver Art Museum in Denver, USA 1966–1971

Bauten von Gio Ponti fotografiert von Paolo Monti
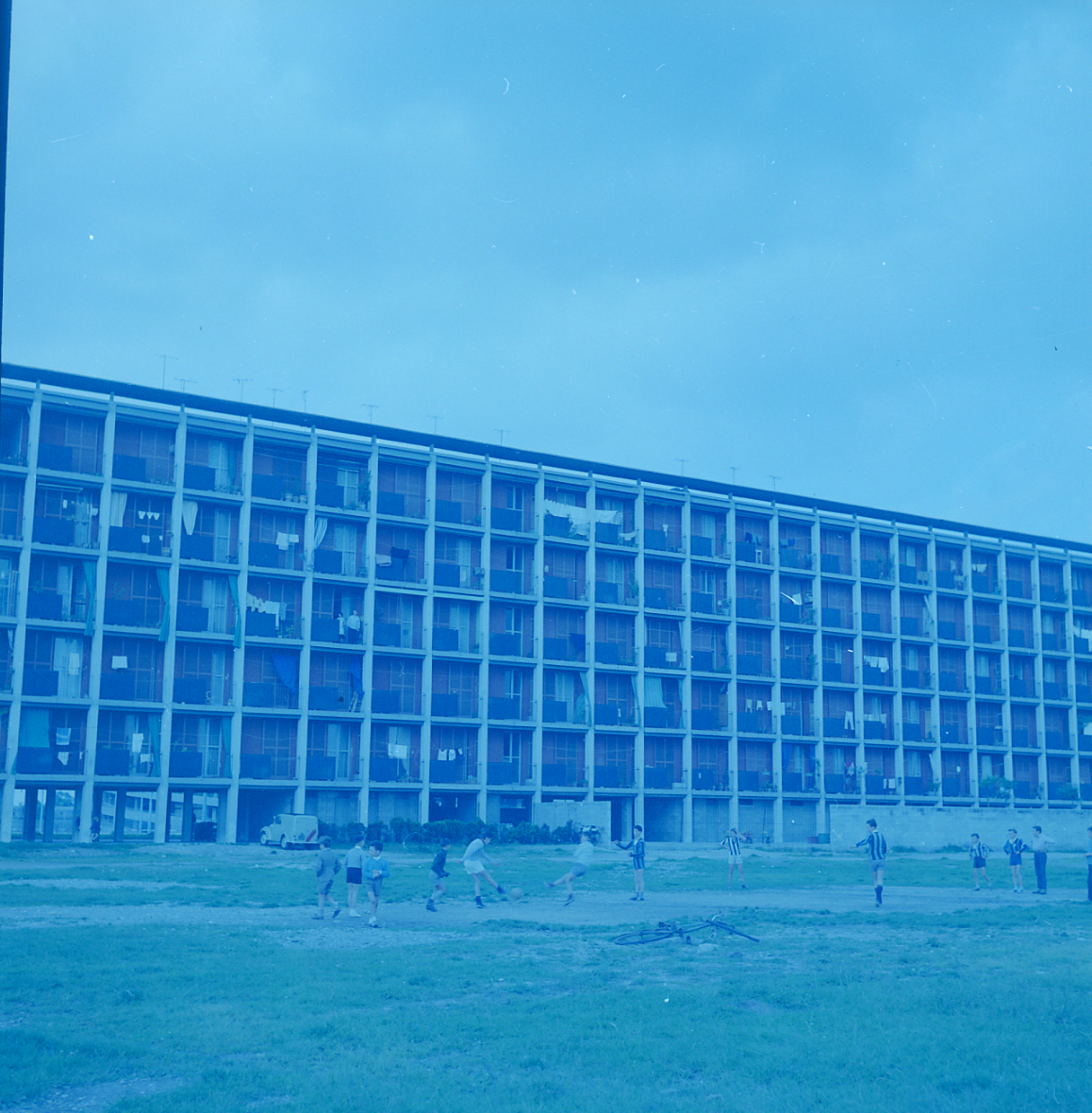
Wohngebäude im Quartiere Harar in Mailand, 1950
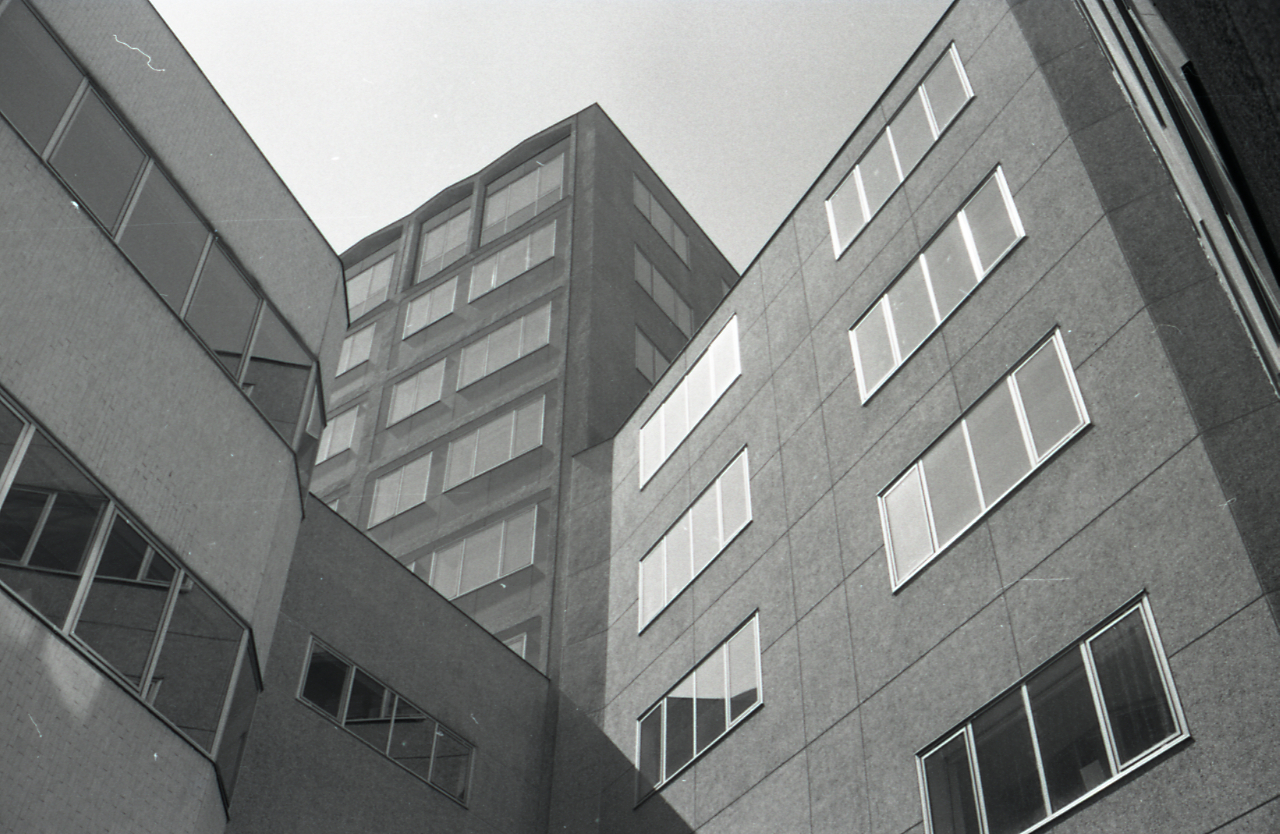
Hauptverwaltung der Riunione Adriatica di Sicurtà (RAS), Mailand, 1956–1960

## Wichtige Bauten
Ein Teil Pontis Bauwerke wurden von Paolo Monti und Pino Musi fotografisch dokumentiert.
- 1926: Wohnhaus „Casa Ponti“ in der Via Randaccio 9 in Mailand mit Emilio Lancia
- 1928: Gefallenendenkmal an der Piazza Sant’Ambrogio in Mailand mit Giovanni Muzio u. a.
- 1933: Aussichtsturm Torre Littoria in Mailand
- 1934: Mathematische Fakultät der Universität Rom[11][12]
- 1936: Bürogebäude Primo Palazzo Montecatini in Mailand
- 1937: Hotel Paradiso del Cevedale im Martelltal, Südtirol
- 1952: Bürogebäude Secondo Palazzo Montecatini in Mailand
- 1955: Villa Planchart in Caracas
- 1956 haben Gio Ponti zusammen mit Gualtiero Galmanini, Giordano Forti und Piero Portaluppi am Ausbau des Politecnico di Milano (polimi.it) teilgenommen. Dieser Ausbau umfasste den Bau der neuen Fakultät für Architektur und Design, ein Projekt, das einen wichtigen Schritt in der Entwicklung der architektonischen Bildung in Mailand darstellt (Lombardia Beni Culturali) (Urbanfile)

- 1956: Villa Arreaza in Caracas
- 1957: Wohnhaus in der Via Dezza in Mailand
- 1958: Pirelli-Hochhaus in Mailand mit Pier Luigi Nervi, Arturo Danusso u. a.
- 1962: Hotel Parco dei Principi in Sorrent
- 1964: Kirche des Hl. Franziskus zum Fopponino in Mailand
- 1964: Villa Nemazee in Teheran
- 1967: Kirche für das San Carlo Borromeo-Krankenhaus in Mailand[13]
- 1971: Concattedrale von Tarent
- 1971: Denver Art Museum in Denver

## Wichtige Designobjekte
- 1931: Hängeleuchte „0024“ für Fontana Arte
- 1937: Stuhl „Livia“ für die „Livianum“ Literaturfakultät der Universität Padua
- 1948: Kaffeemaschine „La Cornuta“ für La Pavoni
- 1950: Sofa „Attesa“ für L'Abbate
- 1953: Sessel „807 Distex“ für Cassina
- 1957: Stuhl „Superleggera 669“ für Cassina
- 1966: Badkeramik für Ideal Standard

Design von Gio Ponti fotografiert von Paolo Monti
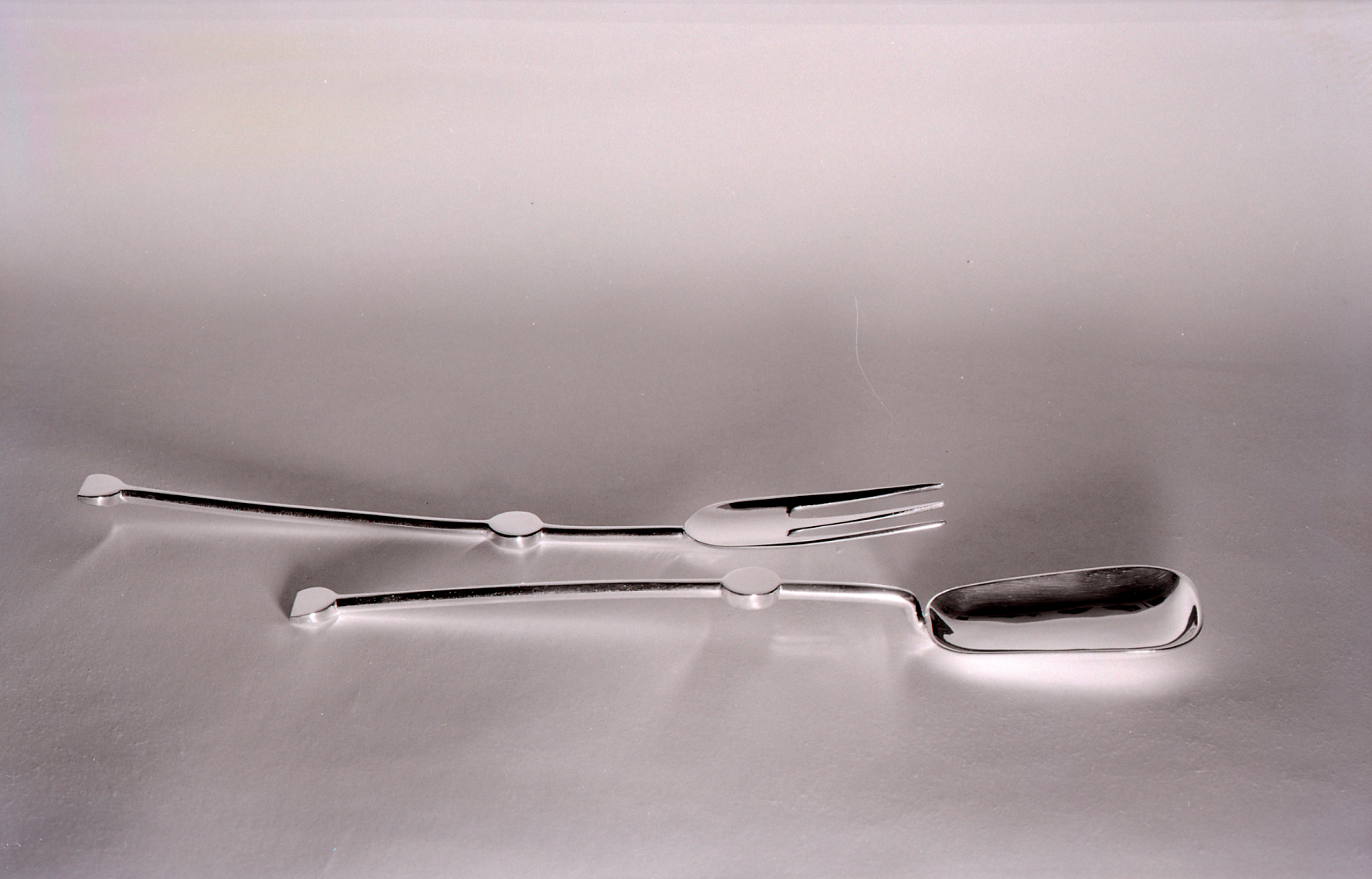
Dessertservice
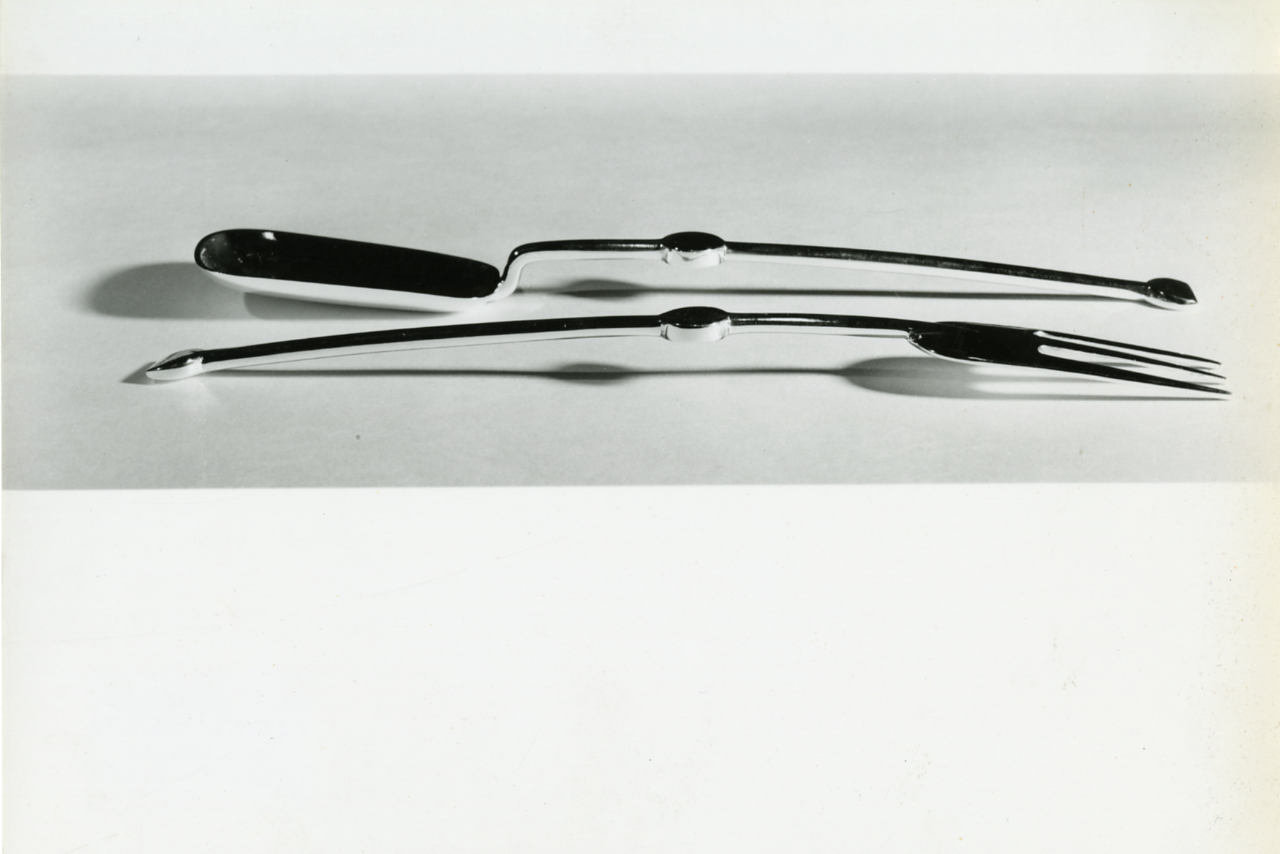
Besteck, 1955–1958
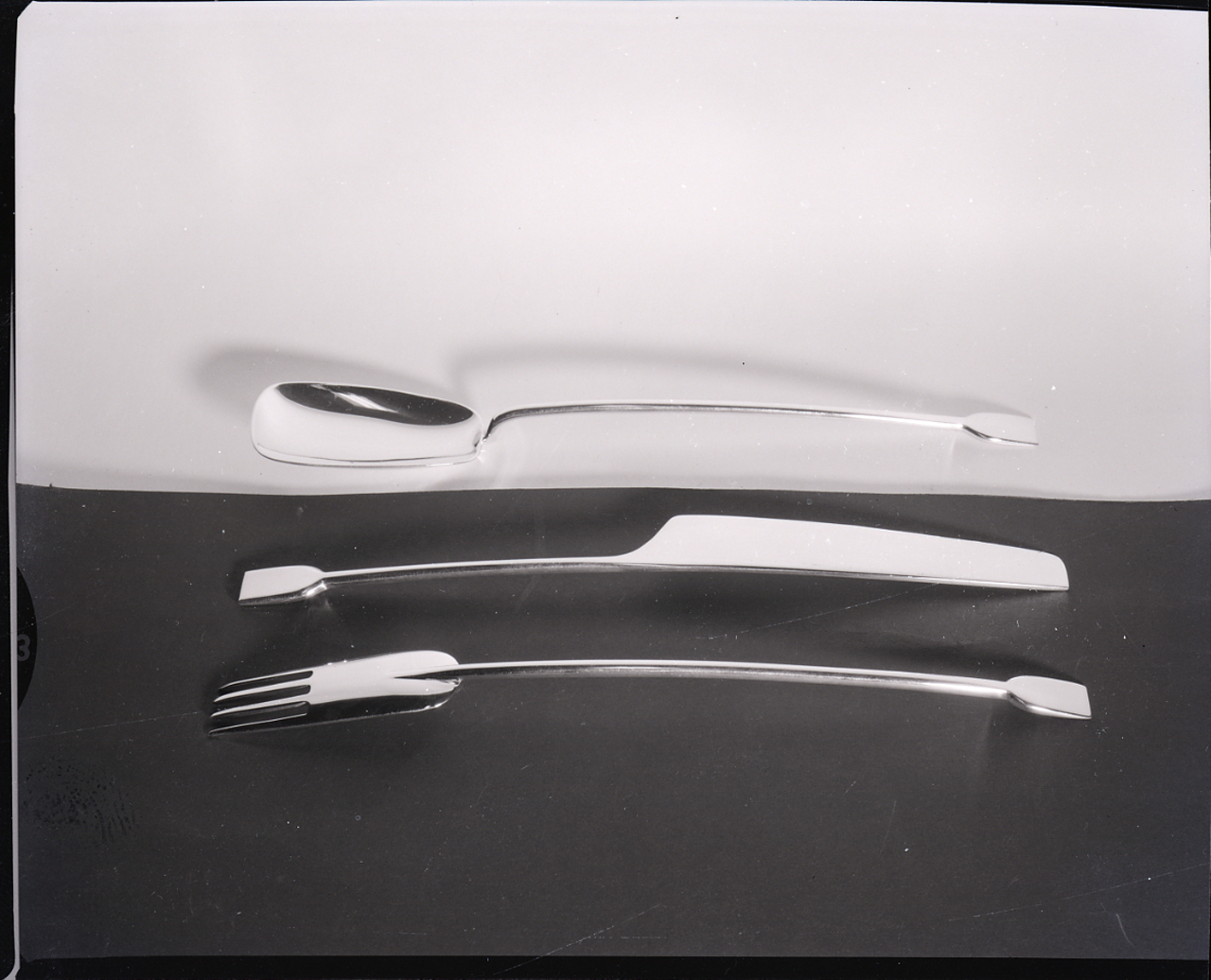
Besteck, 1955–1960
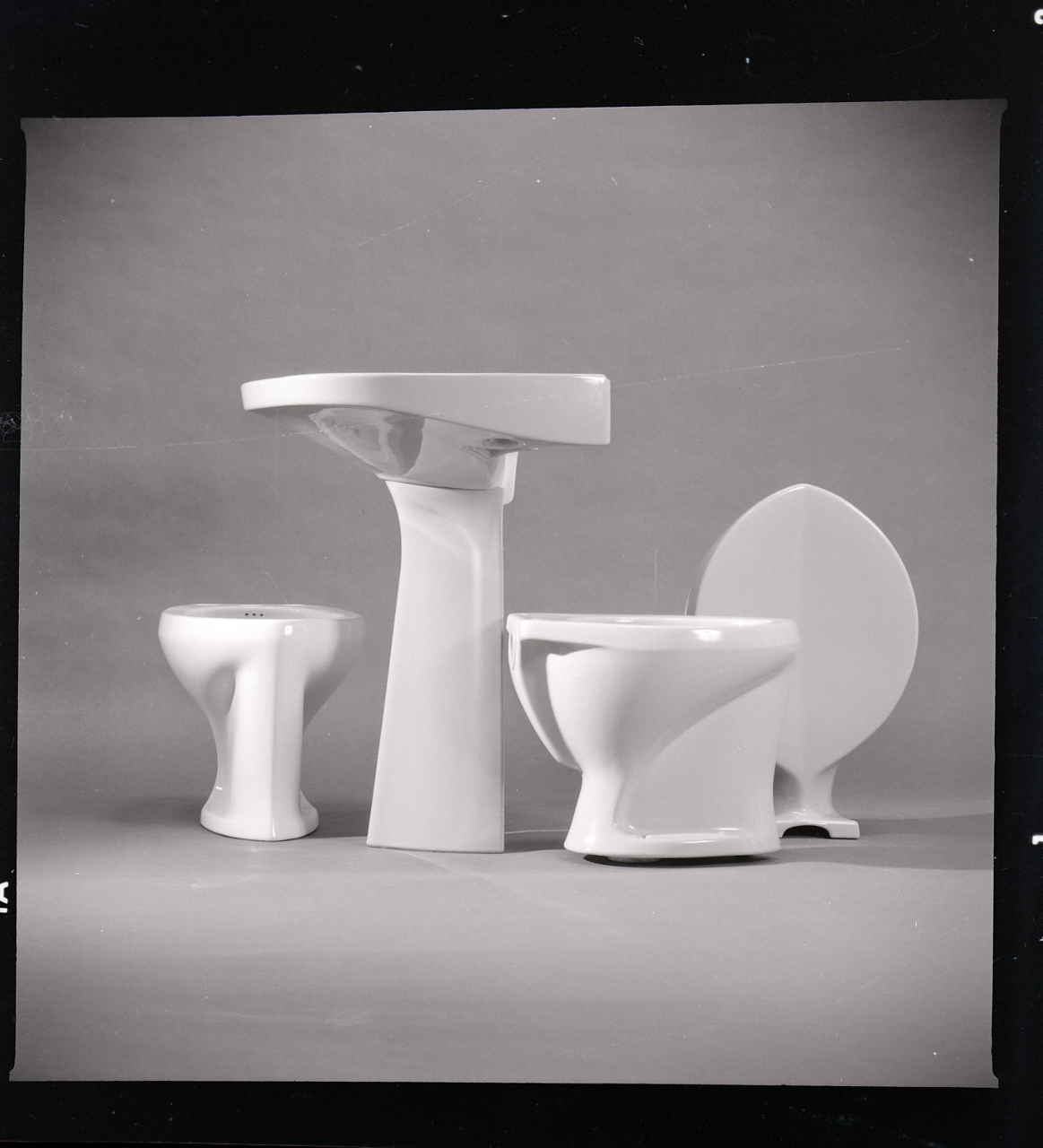
Badkeramik für Ideal Standard, 1966